# كلارنس أندروود
كلارنس أندروود (بالإنجليزية: Clarence "Buckshot" Underwood) هو لاعب كرة قدم أمريكية أمريكي، ولد في 3 أكتوبر 1912م في بيكلي في الولايات المتحدة، وتوفي في 22 ديسمبر 1985م في هيوستن في الولايات المتحدة.